# Prado Motors Corporation
Prado Motors Corporation war ein US-amerikanischer Hersteller von Automobilen.

## Unternehmensgeschichte
Das Unternehmen wurde 1921 in New York City gegründet. Im gleichen Jahr begann die Produktion von Automobilen. Der Markenname lautete Prado. 1922 endete die Produktion. Insgesamt entstanden weniger als zehn Fahrzeuge.

## Fahrzeuge
Ungewöhnlich war der Antrieb. Es war eine überarbeitete Version des Flugmotors Curtiss OX-5. Der V8-Motor war mit 90 PS Leistung angegeben. 101,6 mm Bohrung und 127 mm Hub ergaben 8237 cm³ Hubraum.
Im ersten Jahr bestand das Fahrgestell aus Stahl. Im zweiten Jahr wurden viele Teile durch Aluminium ersetzt. Dies brachte eine Reduzierung des Leergewichts von etwa 1769 kg auf etwa 1440 kg. Der Radstand betrug 361 cm.
Zur Wahl standen offene und geschlossene Aufbauten, die nach Kundenwünschen gefertigt wurden. Ein dreisitziger Deluxe Speedster ist als besonders sportlich überliefert.